# Simon Wouters
Pour les articles homonymes, voir Wouters.
Simon Wouters fut le 42e abbé dans l'histoire de l'abbaye de Parc. Il administra l'établissement prémontré de 1778 à sa mort en 1792. Ce monastère fondé en 1129 près de Louvain, en Belgique, dans le Brabant flamand, existe toujours en 2021. 
L'abbé Simon Wouters a enduré les tracasseries de Joseph II, car il a refusé de se soumettre aux décrets despotiques de l'empereur, cette résistance ayant entraîné la fermeture du monastère. Tous les biens ont été confisqués et remis à un administrateur spécial. L'argenterie de l'église et du couvent a alors été confiée aux commissaires de la monnaie pour être convertie en lingot.
Le renversement du gouvernement de Joseph II par la révolution brabançonne a permis aux religieux de regagner leur abbaye, retour effectué en grande pompe, l'église, le cloître et les avenues ayant été richement décorées.

## Chronologie
Simon Wouters naît à Tremelo-Werchter le 9 mars 1734, fils de Pierre Wouters et d'Anne Marie Van Leemputten. Il devient profès en 1757, prêtre en 1758, bachelier en théologie en 1762, lecteur en théologie en 1762 aussi, confesseur à l'abbaye de Grand-Bigard en 1769.
Il est élu abbé de Parc le 23 octobre 1778, nommé par lettres patentes du 21 février 1779, installé le 14 mars, bénit le 21 mars à Bruxelles par le cardinal-archevêque de Frankenbergh,.
Il meurt à Bruxelles le 23 novembre 1792 ou le 24 novembre 1792 selon la source.

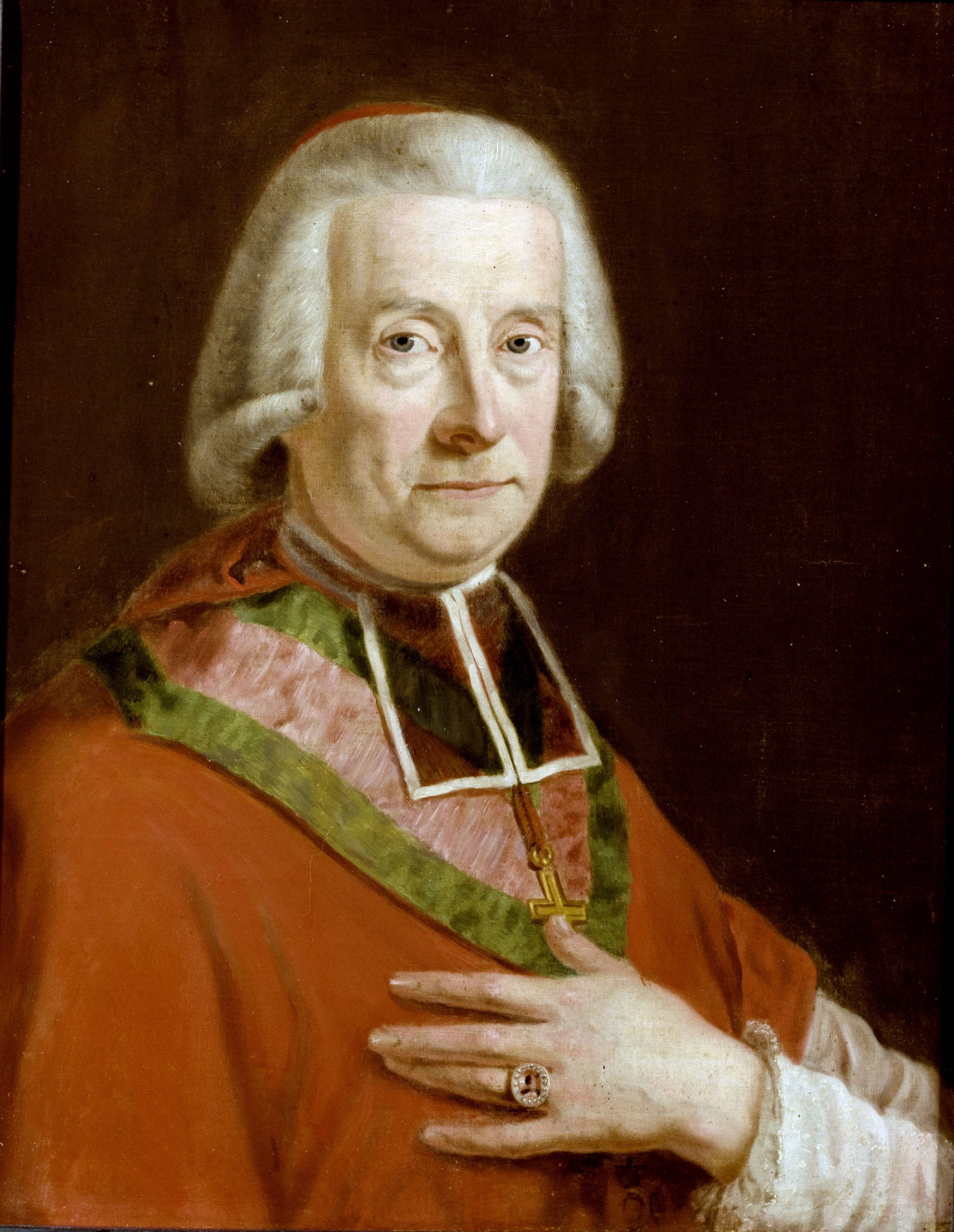
Le cardinal-archevêque de Frankenbergh.

## Abbatiat

### Généralités
L'abbé Simon Wouters est visiteur et premier consulteur de la province belge (1782), ainsi qu'assesseur et membre des États de Brabant (1784), se comportant, à cette assemblée, comme un ardent patriote.

### Protection des beaux arts
Durant l'administration de l'abbé Simon Wouters, le peintre Pierre-Joseph Verhagen achève les tableaux de l'église,. En 1787, un autre peintre, Guillaume Herreyns, exécute une toile remarquable représentant l'Assomption, pour un des autels latéraux.

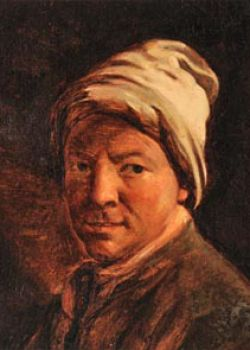
Autoportrait de Pierre-Joseph Verhaghen.
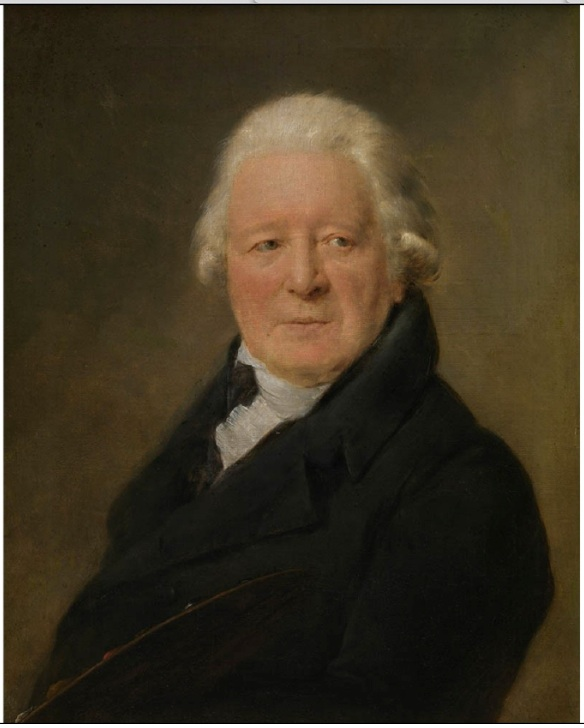
Portrait de Guillaume Herreyns par Frans Marcus Smits.

### Fermeture du monastère

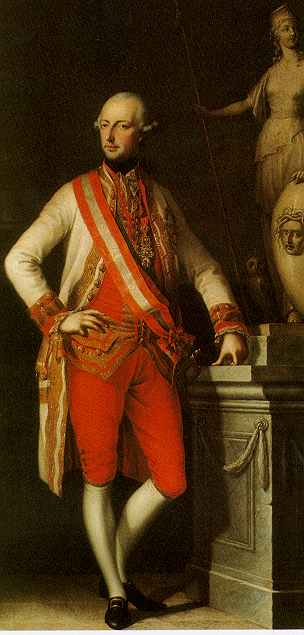
Joseph II du Saint-Empire par Joseph Hickel, en 1776.

L'abbé Simon Wouters endure les tracasseries de Joseph II, refusant de se soumettre aux décrets despotiques de l'empereur, lesquels constituent des empiétements sur les droits ecclésiastiques,. L'empereur voulant contraindre les religieux de l'abbaye de Parc de se rendre au séminaire général, il rencontre une opposition vigoureuse de la part de l'abbé Simon Wouters, cette résistance entraînant la fermeture du monastère,.
Par l'édit du 4 mars 1787, l'empereur confisque tous ses biens, tant meubles qu'immeubles, et les remet à un administrateur spécial, disposition causant une vive émotion chez les religieux qui doivent quitter leur abbaye de six siècles d'ancienneté,.
L'administrateur spécial transfère l'argenterie de l'église et du couvent aux commissaires de la monnaie pour être convertie en lingot, quant aux biens de l'abbaye supprimée, le ministre de Trauttmansdorff écrit au magistrat de Louvain le 13 juillet 1789 que sa majesté impériale se propose d'affecter une partie de ces biens à l'un des hospices de la ville,,.
La plupart des objets en argent ciselé apportés à l'église par les prélats Jean Druys, Jean Maes et Libert de Pape disparaissent alors.

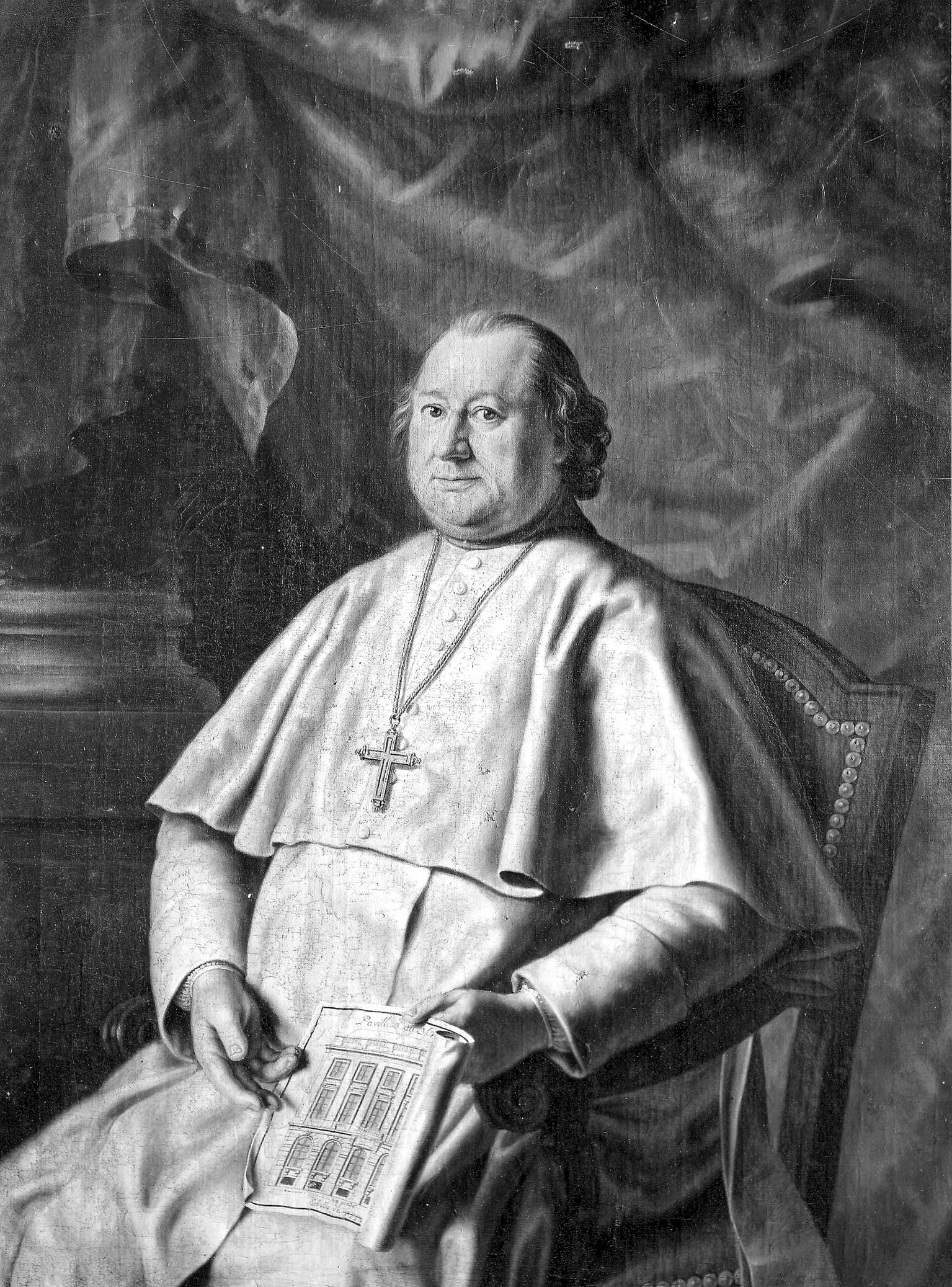
Simon Wouters par François Xavier Joseph Jacquin, en 1785.

### Retour des religieux
La bataille de Turnhout, le 27 octobre 1789, caractérisant le renversement du gouvernement de Joseph II par la révolution brabançonne, les religieux peuvent regagner leur abbaye,. Ce retour est effectué en grande pompe, l'église, le cloître et les avenues ayant été richement décorées.

## Postérité

### Portrait
Dans son ouvrage cité plus bas, J.E. Jansen indique qu'il existe plusieurs portraits de l'abbé Simon Wouters à l'abbaye de Parc, dans sa famille à Werchter ainsi que chez V. De Munter à Louvain.

### Armes de l'abbé
Le blasonnement des armes de l'abbé Simon Wouters est : « D'azur à trois étoiles d'or sur le tout d'argent à cinq fleurs de lis de gueules », avec une devise en latin qui leur est associée : « Luce et candore »,.
L'obit de cet abbé est conservé à l'abbaye de Parc. En outre, un examen de l'armorial des abbés de Parc permet de rapprocher les armes de l'abbé Simon Wouters de celles de tous les autres abbés du monastère.